# Katia Sourzac
Pour les articles homonymes, voir Sourzac (homonymie).
Katia Sourzac est une actrice et une productrice française, née le 13 décembre 1979 à Paris.

## Biographie
Katia Sourzac (Françoise/Fantômette) a fait des petites apparitions dans une série télévisée (Filles à papas en 1995) et dans deux téléfilms (Molly en 1995, et Parisien tête de chien en 1997), puis a préféré passer de l’autre côté de la caméra en tant que productrice à partir de 2003-2004. Elle fut également l’assistante de Luc Besson pendant presque 3 ans, puis continua sa route dans le domaine de la création et du développement dans le département « courts-métrages » chez EuropaCorp.

## Filmographie

### Cinéma
- 1988 : Bernadette

### Télévision
- 1993 : Fantômette (Série TV) : Françoise/Fantômette
- 1994 : Molly (Série TV) : Sylvie
- 1995 : Filles à papas (Série TV) : Julia
- 1997 : L'histoire du samedi (Série TV) : Maya Monestier

### Productrice
- 2003 : Silver Moumoute (Court-métrage)
- 2004 : Thinning the Herd (Court-métrage)